# Lista nagród i nominacji Adele
Adele – angielska wokalistka, autorka muzyki i tekstów piosenek. Wydała cztery albumy studyjne: 19 (2008), 21 (2011), 25 (2015) oraz 30 (2021). Wydawnictwa ukazały się nakładem wytwórni muzycznych XL Recordings i Columbia Records. Single pochodzące z debiutu piosenkarki znalazły się m.in. na listach przebojów Billboardu w USA oraz w Wielkiej Brytanii, w tym, m.in. „Chasing Pavements”, „Cold Shoulder”, „Hometown Glory”oraz „Make You Feel My Love”.
Sukces debiutanckiego albumu Adele przyniósł jej szereg nagród, w tym m.in. Brit Award, European Border Breakers Award oraz nagrodę Grammy. Z kolei za promujący płytę drugi singel „Chasing Pavements” Adele otrzymała osiem nominacji w tym trzy do nagrody Grammy (w kategoriach Record of the Year, Song of the Year oraz Best Female Pop Vocal Performance) oraz po jednej do BMI London Award, Brit Award, MTV Video Music Award, mtvU Woodie Awards oraz Q Award.
Druga płyta Adele pt. 21 przysporzyła jej siedem nagród Grammy, dwie statuetki Brit Awards, dwanaście Billboard Music Awards, dwie Ivor Novello Awards, MOBO Award oraz Urban Music Award. Natomiast pochodzący z płyty singel „Rolling in the Deep” otrzymał nominacje do BT Digital Music Award, MTV Video Music Award, Q Award oraz Teen Choice Award. W 2013 roku Adele otrzymała nagrodę Akademii Filmowej, Złoty Glob oraz Critics Choice Award za piosenkę „Skyfall”.

## Lista nagród i nominacji

### Nagroda Akademii Filmowej
| Rok  | Tytułem   | Kategoria          | Rezultat | Źródło |
| ---- | --------- | ------------------ | -------- | ------ |
| 2013 | „Skyfall” | Best Original Song | Laur     | [ 3 ]  |

### American Music Awards
| Rok  | Tytułem      | Kategoria                          | Rezultat  | Źródło |
| ---- | ------------ | ---------------------------------- | --------- | ------ |
| 2011 | Adele        | Artist of the Year                 | Nominacja | [ 4 ]  |
| 2011 | Adele        | Favorite Adult Contemporary Artist | Laur      | [ 4 ]  |
| 2011 | Adele        | Favorite Pop/Rock Female Artist    | Laur      | [ 4 ]  |
| 2011 | 21           | Favorite Pop/Rock Album            | Laur      | [ 4 ]  |
| 2012 | Adele        | Favorite Adult Contemporary Artist | Laur      | [ 5 ]  |
| 2016 | Adele        | Favorite Adult Contemporary Artist | Laur      | [ 6 ]  |
| 2016 | Adele        | Favorite Pop/Rock Female Artist    | Nominacja | [ 6 ]  |
| 2016 | 25           | Favorite Pop/Rock Album            | Nominacja | [ 6 ]  |
| 2016 | „Hello”      | Favorite Pop/Rock Song             | Nominacja | [ 6 ]  |
| 2022 | Adele        | Artist of the Year                 | Nominacja | [ 7 ]  |
| 2022 | Adele        | Favorite Female Pop Artist         | Nominacja | [ 7 ]  |
| 2022 | 30           | Favorite Pop Album                 | Nominacja | [ 7 ]  |
| 2022 | „Easy on Me” | Favorite Pop Song                  | Nominacja | [ 7 ]  |
| 2022 | „Easy on Me” | Favorite Music Video               | Nominacja | [ 7 ]  |

### AIM Independent Music Awards
| Rok  | Tytułem | Kategoria                     | Rezultat | Źródło |
| ---- | ------- | ----------------------------- | -------- | ------ |
| 2011 | Adele   | Most Played Independent Act   | Laur     | [ 8 ]  |
| 2011 | 21      | Best "Difficult" Second Album | Laur     | [ 8 ]  |
| 2012 | Adele   | Most Played Independent Act   | Laur     | [ 9 ]  |
| 2016 | „Hello” | Independent Track of the Year | Laur     | [ 10 ] |

### Arqiva Commercial Radio Awards
| Rok  | Tytułem | Kategoria                                     | Rezultat | Źródło |
| ---- | ------- | --------------------------------------------- | -------- | ------ |
| 2012 | Adele   | PPL Most Played UK Artist on Commercial Radio | Laur     | [ 11 ] |

### ARIA Music Awards
| Rok  | Tytułem | Kategoria                         | Rezultat  | Źródło |
| ---- | ------- | --------------------------------- | --------- | ------ |
| 2011 | Adele   | Most Popular International Artist | Nominacja | [ 12 ] |
| 2012 | Adele   | Best International Artist         | Nominacja | [ 13 ] |
| 2016 | Adele   | Best International Artist         | Nominacja | [ 14 ] |
| 2017 | Adele   | Best International Artist         | Nominacja | [ 15 ] |
| 2022 | Adele   | Best International Artist         | Nominacja | [ 16 ] |

### ASCAP Pop Music Awards
| Rok  | Tytułem            | Kategoria           | Rezultat | Źródło |
| ---- | ------------------ | ------------------- | -------- | ------ |
| 2012 | „Someone Like You” | Most Performed Song | Laur     | [ 17 ] |

### BMI

#### BMI Film & TV Awards
| Rok  | Tytułem                  | Kategoria             | Rezultat | Źródło |
| ---- | ------------------------ | --------------------- | -------- | ------ |
| 2013 | Adele (PRS) za „Skyfall” | Academy Award Winners | Laur     | [ 18 ] |

#### BMI London Awards
| Rok  | Tytułem                | Kategoria           | Rezultat | Źródło |
| ---- | ---------------------- | ------------------- | -------- | ------ |
| 2009 | „Chasing Pavements”    | Award-Winning Songs | Laur     | [ 19 ] |
| 2012 | „Rolling in the Deep”  | Award-Winning Songs | Laur     | [ 20 ] |
| 2012 | „Rolling in the Deep”  | Song of the Year    | Laur     | [ 20 ] |
| 2012 | „Someone Like You”     | Award-Winning Songs | Laur     | [ 20 ] |
| 2012 | „Set Fire to the Rain” | Award-Winning Songs | Laur     | [ 20 ] |

#### BMI Pop Awards
| Rok  | Tytułem                | Kategoria           | Rezultat | Źródło |
| ---- | ---------------------- | ------------------- | -------- | ------ |
| 2012 | „Rolling in the Deep”  | Award-Winning Songs | Laur     | [ 21 ] |
| 2013 | „Rumour Has It”        | Award-Winning Songs | Laur     | [ 22 ] |
| 2013 | „Someone Like You”     | Award-Winning Songs | Laur     | [ 22 ] |
| 2013 | „Set Fire to the Rain” | Award Winning-Songs | Laur     | [ 22 ] |

### Billboard Music Awards
| Rok  | Tytułem               | Kategoria                              | Rezultat  | Źródło |
| ---- | --------------------- | -------------------------------------- | --------- | ------ |
| 2012 | Adele                 | Top Artist of the Year                 | Laur      | [ 23 ] |
| 2012 | Adele                 | Top Female Artist of the Year          | Laur      | [ 23 ] |
| 2012 | Adele                 | Top Billboard 200 Artist of the Year   | Laur      | [ 23 ] |
| 2012 | Adele                 | Top Digital Songs Artist of the Year   | Laur      | [ 23 ] |
| 2012 | Adele                 | Top Radio Songs Artist of the Year     | Laur      | [ 23 ] |
| 2012 | Adele                 | Top Hot 100 Artist of the Year         | Laur      | [ 23 ] |
| 2012 | Adele                 | Top Digital Media Artist of the Year   | Laur      | [ 23 ] |
| 2012 | Adele                 | Top Pop Artist of the Year             | Laur      | [ 23 ] |
| 2012 | „Rolling in the Deep” | Top Streaming Song of the Year (Video) | Nominacja | [ 23 ] |
| 2012 | „Rolling in the Deep” | Top Digital Song of the Year           | Nominacja | [ 23 ] |
| 2012 | „Rolling in the Deep” | Top Streaming Song of the Year (Audio) | Laur      | [ 23 ] |
| 2012 | „Rolling in the Deep” | Top Pop Song of the Year               | Nominacja | [ 23 ] |
| 2012 | „Rolling in the Deep” | Top Pop Song of the Year               | Nominacja | [ 23 ] |
| 2012 | „Rolling in the Deep” | Top Alternative Song of the Year       | Laur      | [ 23 ] |
| 2012 | „Rolling in the Deep” | Top Hot 100 Song of the Year           | Nominacja | [ 23 ] |
| 2012 | „Rolling in the Deep” | Top Radio Song of the Year             | Nominacja | [ 23 ] |
| 2012 | 21                    | Top Billboard 200 Album of the Year    | Laur      | [ 23 ] |
| 2012 | 21                    | Top Pop Album of the Year              | Laur      | [ 23 ] |
| 2012 | 19                    | Top Pop Album of the Year              | Nominacja | [ 23 ] |
| 2012 | „Someone Like You”    | Top Pop Song of the Year               | Nominacja | [ 23 ] |
| 2013 | Adele                 | Top Billboard 200 Artist of the Year   | Nominacja | [ 24 ] |
| 2013 | Adele                 | Top Female Artist                      | Nominacja | [ 24 ] |
| 2013 | Adele                 | Top Pop Artist                         | Nominacja | [ 24 ] |
| 2013 | 21                    | Top Billboard 200 Album of the Year    | Nominacja | [ 24 ] |
| 2013 | 21                    | Top Pop Album                          | Laur      | [ 24 ] |
| 2016 | Adele                 | Top Artist                             | Laur      | [ 25 ] |
| 2016 | Adele                 | Top Female Artist                      | Laur      | [ 25 ] |
| 2016 | Adele                 | Top Billboard 200 Artist of the Year   | Laur      | [ 25 ] |
| 2016 | Adele                 | Top Song Sales Artist                  | Nominacja | [ 25 ] |
| 2016 | Adele                 | Billboard Chart Achievement            | Nominacja | [ 25 ] |
| 2016 | 25                    | Top Billboard 200 Album of the Year    | Laur      | [ 25 ] |
| 2016 | „Hello”               | Top Hot 100 Song                       | Nominacja | [ 25 ] |
| 2016 | „Hello”               | Top Selling Song                       | Laur      | [ 25 ] |
| 2016 | „Hello”               | Top Radio Song                         | Nominacja | [ 25 ] |
| 2017 | Adele                 | Top Artist                             | Nominacja | [ 26 ] |
| 2017 | Adele                 | Top Female Artist                      | Nominacja | [ 26 ] |
| 2022 | Adele                 | Top Billboard 200 Artist               | Nominacja | [ 27 ] |
| 2022 | Adele                 | Top Female Artist                      | Nominacja | [ 27 ] |
| 2022 | Adele                 | Top Song Sales Artist                  | Nominacja | [ 27 ] |
| 2022 | 30                    | Top Billboard 200 Album                | Nominacja | [ 27 ] |

### British Academy Television Awards
| Rok  | Tytułem                | Kategoria                                                                  | Rezultat  | Źródło |
| ---- | ---------------------- | -------------------------------------------------------------------------- | --------- | ------ |
| 2016 | Adele at the BBC       | Best Entertainment Programme                                               | Nominacja | [ 28 ] |
| 2022 | An Audience with Adele | Best Entertainment Programme                                               | Nominacja | [ 29 ] |
| 2022 | An Audience with Adele | Must-See Moment ("Adele is surprised by the teacher who changed her life") | Nominacja | [ 29 ] |

### Brit Awards
| Rok  | Tytułem                            | Kategoria                  | Rezultat  | Źródło |
| ---- | ---------------------------------- | -------------------------- | --------- | ------ |
| 2008 | Adele                              | Critics' Choice            | Laur      | [ 30 ] |
| 2009 | Adele                              | British Female Solo Artist | Nominacja | [ 31 ] |
| 2009 | Adele                              | British Breakthrough Act   | Nominacja | [ 31 ] |
| 2009 | „Chasing Pavements”                | British Single of the Year | Nominacja | [ 31 ] |
| 2012 | Adele                              | British Female Solo Artist | Laur      | [ 32 ] |
| 2012 | „Someone Like You”                 | British Single of the Year | Nominacja | [ 32 ] |
| 2012 | 21                                 | British Album of the Year  | Laur      | [ 32 ] |
| 2013 | „Skyfall”                          | British Single of the Year | Laur      | [ 33 ] |
| 2016 | Adele                              | British Female Solo Artist | Laur      | [ 34 ] |
| 2016 | Adele                              | Global Success Award       | Laur      | [ 34 ] |
| 2016 | 25                                 | British Album of the Year  | Laur      | [ 34 ] |
| 2016 | „Hello”                            | British Single of the Year | Laur      | [ 34 ] |
| 2016 | „Hello”                            | British Video of the Year  | Nominacja | [ 34 ] |
| 2017 | Adele                              | Global Success Award       | Laur      | [ 35 ] |
| 2017 | „Send My Love (To Your New Lover)” | British Video of the Year  | Nominacja | [ 35 ] |
| 2022 | Adele                              | Artist of the Year         | Laur      | [ 36 ] |
| 2022 | Adele                              | British Pop/R&B Act        | Nominacja | [ 36 ] |
| 2022 | 30                                 | British Album of the Year  | Laur      | [ 36 ] |
| 2022 | „Easy on Me”                       | British Single of the Year | Laur      | [ 36 ] |

### BT Digital Music Awards
| Rok  | Tytułem                 | Kategoria                        | Rezultat  | Źródło |
| ---- | ----------------------- | -------------------------------- | --------- | ------ |
| 2011 | Adele                   | Best Female Artist               | Nominacja | [ 37 ] |
| 2011 | Adele                   | Best Independent Artist or Group | Laur      | [ 37 ] |
| 2011 | „Make You Feel My Love” | Best Song                        | Nominacja | [ 37 ] |
| 2011 | „Someone Like You”      | Best Song                        | Nominacja | [ 37 ] |
| 2011 | „Rolling in the Deep”   | Best Song                        | Nominacja | [ 37 ] |
| 2011 | „Rolling in the Deep”   | Best Video                       | Nominacja | [ 37 ] |

### CMT Music Awards
| Rok  | Tytułem        | Kategoria                   | Rezultat  | Źródło |
| ---- | -------------- | --------------------------- | --------- | ------ |
| 2011 | „Need You Now” | CMT Performance of the Year | Nominacja | [ 38 ] |

### Critics' Choice Movie Awards
| Rok  | Tytułem   | Kategoria | Rezultat | Źródło |
| ---- | --------- | --------- | -------- | ------ |
| 2012 | „Skyfall” | Best Song | Laur     | [ 39 ] |

### European Independent Album of the Year
| Rok  | Tytułem | Kategoria         | Rezultat | Źródło |
| ---- | ------- | ----------------- | -------- | ------ |
| 2011 | 21      | Album of the Year | Laur     | [ 40 ] |

### ECHO Music Awards
| Rok  | Tytułem | Kategoria                   | Rezultat | Źródło |
| ---- | ------- | --------------------------- | -------- | ------ |
| 2012 | Adele   | International Female Artist | Laur     | [ 41 ] |
| 2012 | 21      | Album of the Year           | Laur     | [ 41 ] |

### Emmy Awards

#### Daytime Emmy Awards
| Rok  | Tytułem                                           | Kategoria                                                      | Rezultat  | Źródło |
| ---- | ------------------------------------------------- | -------------------------------------------------------------- | --------- | ------ |
| 2016 | Adele in Today Show (NBC) for „Million Years Ago” | Outstanding Musical Performance in a Talk Show/Morning Program | Nominacja | [ 42 ] |

#### Primetime Emmy Awards
| Rok  | Tytułem                     | Kategoria                                  | Rezultat  | Źródło |
| ---- | --------------------------- | ------------------------------------------ | --------- | ------ |
| 2016 | Adele Live in New York City | Outstanding Variety Special                | Nominacja | [ 43 ] |
| 2022 | Adele One Night Only        | Outstanding Variety Special (Pre-Recorded) | Laur      | [ 44 ] |

### European Border Breakers Awards
| Rok  | Tytułem | Kategoria  | Rezultat | Źródło |
| ---- | ------- | ---------- | -------- | ------ |
| 2009 | 19      | Best Album | Laur     | [ 45 ] |

### Fryderyk 2012
| Rok  | Tytułem | Kategoria                   | Rezultat | Źródło |
| ---- | ------- | --------------------------- | -------- | ------ |
| 2012 | 21      | Najlepszy album zagraniczny | Laur     | [ 46 ] |

### Glamour Women of the Year Awards
| Rok  | Tytułem | Kategoria                  | Rezultat | Źródło |
| ---- | ------- | -------------------------- | -------- | ------ |
| 2009 | Adele   | UK Solo Artist of the Year | Laur     | [ 47 ] |
| 2011 | Adele   | UK Solo Artist of the Year | Laur     | [ 48 ] |

### Golden Globe Awards
| Rok  | Tytułem   | Kategoria          | Rezultat | Źródło |
| ---- | --------- | ------------------ | -------- | ------ |
| 2013 | „Skyfall” | Best Original Song | Laur     | [ 49 ] |

### Grammy Awards
| Rok  | Tytułem                       | Kategoria                          | Rezultat  | Źródło |
| ---- | ----------------------------- | ---------------------------------- | --------- | ------ |
| 2009 | Adele                         | Best New Artist                    | Laur      | [ 50 ] |
| 2009 | „Chasing Pavements”           | Record of the Year                 | Nominacja | [ 50 ] |
| 2009 | „Chasing Pavements”           | Song of the Year                   | Nominacja | [ 50 ] |
| 2009 | „Chasing Pavements”           | Best Female Pop Vocal Performance  | Laur      | [ 50 ] |
| 2010 | „Hometown Glory”              | Best Female Pop Vocal Performance  | Nominacja | [ 51 ] |
| 2012 | 21                            | Album of the Year                  | Laur      | [ 52 ] |
| 2012 | 21                            | Best Pop Vocal Album               | Laur      | [ 52 ] |
| 2012 | „Rolling in the Deep”         | Record of the Year                 | Laur      | [ 52 ] |
| 2012 | „Rolling in the Deep”         | Song of the Year                   | Laur      | [ 52 ] |
| 2012 | „Rolling in the Deep”         | Best Short Form Music Video        | Laur      | [ 52 ] |
| 2012 | „Someone Like You”            | Best Pop Solo Performance          | Laur      | [ 52 ] |
| 2013 | „Set Fire to the Rain” (Live) | Best Pop Solo Performance          | Laur      | [ 53 ] |
| 2014 | „Skyfall”                     | Best Song Written for Visual Media | Laur      | [ 53 ] |
| 2017 | 25                            | Album of the Year                  | Laur      | [ 53 ] |
| 2017 | 25                            | Best Pop Vocal Album               | Laur      | [ 53 ] |
| 2017 | „Hello”                       | Record of the Year                 | Laur      | [ 53 ] |
| 2017 | „Hello”                       | Song of the Year                   | Laur      | [ 53 ] |
| 2017 | „Hello”                       | Best Pop Solo Performance          | Laur      | [ 53 ] |
| 2022 | 30                            | Album of the Year                  | Nominacja | [ 54 ] |
| 2022 | 30                            | Best Pop Vocal Album               | Nominacja | [ 54 ] |
| 2022 | „Easy on Me”                  | Record of the Year                 | Nominacja | [ 54 ] |
| 2022 | „Easy on Me”                  | Song of the Year                   | Nominacja | [ 54 ] |
| 2022 | „Easy on Me”                  | Best Pop Solo Performance          | Laur      | [ 54 ] |
| 2022 | „Easy on Me”                  | Best Music Video                   | Nominacja | [ 54 ] |
| 2022 | Adele One Night Only          | Best Music Film                    | Nominacja | [ 54 ] |

### Houston Film Critics Society
| Rok  | Tytułem   | Kategoria          | Rezultat | Źródło |
| ---- | --------- | ------------------ | -------- | ------ |
| 2012 | „Skyfall” | Best Original Song | Laur     | [ 55 ] |

### Ivor Novello Awards
| Rok  | Tytułem               | Kategoria                         | Rezultat  | Źródło |
| ---- | --------------------- | --------------------------------- | --------- | ------ |
| 2012 | Adele                 | Songwriter of the Year            | Laur      | [ 56 ] |
| 2012 | „Rolling in the Deep” | PRS for Music Most Performed Work | Laur      | [ 56 ] |
| 2012 | „Rolling in the Deep” | Best Song Musically and Lyrically | Nominacja | [ 56 ] |
| 2012 | „Someone Like You”    | PRS for Music Most Performed Work | Nominacja | [ 56 ] |
| 2012 | 21                    | Album of the Year                 | Nominacja | [ 56 ] |

### Juno Awards
| Rok  | Tytułem | Kategoria                       | Rezultat  | Źródło |
| ---- | ------- | ------------------------------- | --------- | ------ |
| 2012 | 21      | International Album of the Year | Laur      | [ 57 ] |
| 2016 | 25      | International Album of the Year | Laur      | [ 58 ] |
| 2022 | 30      | International Album of the Year | Nominacja | [ 59 ] |

### Las Vegas Film Critics Society
| Rok  | Tytułem   | Kategoria | Rezultat | Źródło |
| ---- | --------- | --------- | -------- | ------ |
| 2012 | „Skyfall” | Best Song | Laur     | [ 60 ] |

### Los Premios 40 Principales
| Rok  | Tytułem            | Kategoria                                 | Rezultat | Źródło |
| ---- | ------------------ | ----------------------------------------- | -------- | ------ |
| 2012 | „Someone Like You” | Najlepsza piosenka nie hiszpańskojęzyczna | Laur     | [ 61 ] |

### Mercury Prize
| Rok  | Tytułem | Kategoria         | Rezultat  | Źródło |
| ---- | ------- | ----------------- | --------- | ------ |
| 2008 | 19      | Album of the Year | Nominacja | [ 62 ] |
| 2011 | 21      | Album of the Year | Nominacja | [ 63 ] |

### MP3 Music Awards
| Rok  | Tytułem            | Kategoria              | Rezultat | Źródło |
| ---- | ------------------ | ---------------------- | -------- | ------ |
| 2011 | „Someone Like You” | Radio/Charts/Downloads | Laur     | [ 64 ] |

### MOBO Awards
| Rok  | Tytułem            | Kategoria            | Rezultat  | Źródło |
| ---- | ------------------ | -------------------- | --------- | ------ |
| 2008 | Adele              | Best UK Female       | Nominacja | [ 65 ] |
| 2011 | Adele              | Best UK Act          | Nominacja | [ 66 ] |
| 2011 | Adele              | Best UK R&B/Soul Act | Laur      | [ 66 ] |
| 2011 | 21                 | Best Album           | Nominacja | [ 66 ] |
| 2011 | „Someone Like You” | Best Song            | Nominacja | [ 66 ] |

### MTV

#### MTV's Song of the Year
| Rok  | Tytułem               | Kategoria        | Rezultat | Źródło |
| ---- | --------------------- | ---------------- | -------- | ------ |
| 2011 | „Rolling in the Deep” | Song of the Year | Laur     | [ 67 ] |

#### MTV Europe Music Awards
| Rok  | Tytułem               | Kategoria           | Rezultat  | Źródło |
| ---- | --------------------- | ------------------- | --------- | ------ |
| 2008 | Adele                 | Best UK/Ireland act | Nominacja | [ 68 ] |
| 2011 | Adele                 | Best UK/Ireland act | Laur      | [ 69 ] |
| 2011 | Adele                 | Best European Act   | Nominacja | [ 69 ] |
| 2011 | Adele                 | Best Female         | Nominacja | [ 69 ] |
| 2011 | „Rolling in the Deep” | Best Song           | Nominacja | [ 69 ] |
| 2016 | Adele                 | Best UK/Ireland act | Nominacja | [ 70 ] |
| 2016 | Adele                 | Best Female         | Nominacja | [ 70 ] |
| 2016 | Adele                 | Best Live Act       | Nominacja | [ 70 ] |
| 2016 | „Hello”               | Best Song           | Nominacja | [ 70 ] |
| 2022 | Adele                 | Best UK/Ireland act | Nominacja | [ 71 ] |
| 2022 | Adele                 | Best Female         | Nominacja | [ 71 ] |

#### MTV Video Music Awards
| Rok  | Tytułem                            | Kategoria           | Rezultat  | Źródło |
| ---- | ---------------------------------- | ------------------- | --------- | ------ |
| 2008 | „Chasing Pavements”                | Best Choreography   | Nominacja | [ 72 ] |
| 2011 | „Rolling in the Deep”              | Video of the Year   | Nominacja | [ 73 ] |
| 2011 | „Rolling in the Deep”              | Best Female Video   | Nominacja | [ 73 ] |
| 2011 | „Rolling in the Deep”              | Best Pop Video      | Nominacja | [ 73 ] |
| 2011 | „Rolling in the Deep”              | Best Direction      | Nominacja | [ 73 ] |
| 2011 | „Rolling in the Deep”              | Best Art Direction  | Laur      | [ 73 ] |
| 2011 | „Rolling in the Deep”              | Best Cinematography | Laur      | [ 73 ] |
| 2011 | „Rolling in the Deep”              | Best Editing        | Laur      | [ 73 ] |
| 2012 | „Someone Like You”                 | Best Cinematography | Nominacja | [ 74 ] |
| 2016 | „Hello”                            | Video of the Year   | Nominacja | [ 75 ] |
| 2016 | „Hello”                            | Best Female Video   | Nominacja | [ 75 ] |
| 2016 | „Hello”                            | Best Pop Video      | Nominacja | [ 75 ] |
| 2016 | „Hello”                            | Best Direction      | Nominacja | [ 75 ] |
| 2016 | „Hello”                            | Best Art Direction  | Nominacja | [ 75 ] |
| 2016 | „Hello”                            | Best Cinematography | Nominacja | [ 75 ] |
| 2016 | „Hello”                            | Best Editing        | Nominacja | [ 75 ] |
| 2016 | „Send My Love (To Your New Lover)” | Best Visual Effects | Nominacja | [ 75 ] |
| 2022 | 30                                 | Album of the Year   | Nominacja | [ 76 ] |
| 2022 | „Easy on Me”                       | Song of the Year    | Nominacja | [ 76 ] |
| 2022 | „Oh My God”                        | Best Art Direction  | Nominacja | [ 76 ] |
| 2023 | „I Drink Wine”                     | Best Cinematography | Nominacja | [ 77 ] |

#### MTV Video Music Brazil
| Rok  | Tytułem | Kategoria              | Rezultat  | Źródło |
| ---- | ------- | ---------------------- | --------- | ------ |
| 2011 | Adele   | Best International Act | Nominacja | [ 78 ] |

#### MtvU Woodie Awards
| Rok  | Tytułem             | Kategoria                                  | Rezultat  | Źródło |
| ---- | ------------------- | ------------------------------------------ | --------- | ------ |
| 2008 | „Chasing Pavements” | Best Video Woodie (Best Video of the Year) | Nominacja | [ 79 ] |

### MuchMusic Video Awards
| Rok  | Tytułem | Kategoria      | Rezultat  | Źródło |
| ---- | ------- | -------------- | --------- | ------ |
| 2012 | Adele   | UR Fave Artist | Nominacja | [ 80 ] |

### Music Week Awards
| Rok  | Tytułem | Kategoria                 | Rezultat | Źródło |
| ---- | ------- | ------------------------- | -------- | ------ |
| 2012 | 21      | Artist Marketing Campaign | Laur     | [ 81 ] |
| 2012 | 21      | PR Campaign               | Laur     | [ 81 ] |

### NAACP Image Awards
| Rok  | Tytułem            | Kategoria               | Rezultat  | Źródło |
| ---- | ------------------ | ----------------------- | --------- | ------ |
| 2012 | „Someone Like You” | Outstanding Song        | Nominacja | [ 82 ] |
| 2012 | „Someone Like You” | Outstanding Music Video | Nominacja | [ 82 ] |

### Net Joven
| Rok  | Tytułem | Kategoria                    | Rezultat | Źródło |
| ---- | ------- | ---------------------------- | -------- | ------ |
| 2013 | Adele   | Mejor Cantante Internacional | Laur     | [ 83 ] |

### NME Awards
| Rok  | Tytułem | Kategoria        | Rezultat  | Źródło |
| ---- | ------- | ---------------- | --------- | ------ |
| 2012 | Adele   | Best Solo Artist | Nominacja | [ 84 ] |

### NRJ Music Awards
| Rok  | Tytułem            | Kategoria                               | Rezultat  | Źródło |
| ---- | ------------------ | --------------------------------------- | --------- | ------ |
| 2012 | Adele              | International Breakthrough of the Year  | Laur      | [ 85 ] |
| 2012 | „Someone Like You” | International Song of the Year          | Laur      | [ 85 ] |
| 2013 | Adele              | International Female Artist of the Year | Nominacja | [ 86 ] |

### Nickelodeon

#### Nickelodeon Kids' Choice Awards
| Rok  | Tytułem | Kategoria              | Rezultat | Źródło |
| ---- | ------- | ---------------------- | -------- | ------ |
| 2013 | Adele   | Favorite Female Singer | Laur     | [ 87 ] |

#### Nickelodeon UK Kids Choice Awards
| Rok  | Tytułem | Kategoria      | Rezultat | Źródło |
| ---- | ------- | -------------- | -------- | ------ |
| 2012 | Adele   | Best UK Female | Laur     | [ 88 ] |
| 2013 | Adele   | Best UK Female | Laur     | [ 89 ] |

### Premios Oye!
| Rok  | Tytułem                       | Kategoria                             | Rezultat | Źródło |
| ---- | ----------------------------- | ------------------------------------- | -------- | ------ |
| 2012 | 21                            | Álbum en Inglés (album anglojęzyczny) | Laur     | [ 90 ] |
| 2013 | Live at the Royal Albert Hall | Álbum en Inglés (album anglojęzyczny) | Laur     | [ 90 ] |

### Phoenix Film Critics Society
| Rok  | Tytułem   | Kategoria          | Rezultat | Źródło |
| ---- | --------- | ------------------ | -------- | ------ |
| 2012 | „Skyfall” | Best Original Song | Laur     | [ 91 ] |

### Q Awards
| Rok  | Tytułem               | Kategoria           | Rezultat  | Źródło        |
| ---- | --------------------- | ------------------- | --------- | ------------- |
| 2008 | Adele                 | Breakthrough Artist | Nominacja | [ 92 ]        |
| 2011 | Adele                 | Best Female Artist  | Laur      | [ 93 ] [ 94 ] |
| 2011 | „Rolling in the Deep” | Best Track          | Laur      | [ 93 ] [ 94 ] |
| 2011 | „Someone Like You”    | Best Track          | Laur      | [ 93 ] [ 94 ] |

### Satellite Awards
| Rok  | Tytułem   | Kategoria          | Rezultat  | Źródło |
| ---- | --------- | ------------------ | --------- | ------ |
| 2012 | „Skyfall” | Best Original Song | Nominacja | [ 95 ] |

### Soul Train Music Awards
| Rok  | Tytułem               | Kategoria          | Rezultat  | Źródło |
| ---- | --------------------- | ------------------ | --------- | ------ |
| 2011 | 21                    | Album of the Year  | Nominacja | [ 96 ] |
| 2011 | „Rolling in the Deep” | Song of the Year   | Nominacja | [ 96 ] |
| 2011 | „Rolling in the Deep” | Record of the Year | Nominacja | [ 96 ] |

### South Bank Sky Arts Awards
| Rok  | Tytułem | Kategoria | Rezultat  | Źródło |
| ---- | ------- | --------- | --------- | ------ |
| 2012 | Adele   | Pop Music | Nominacja | [ 97 ] |

### Swiss Music Awards
| Rok  | Tytułem               | Kategoria                         | Rezultat | Źródło |
| ---- | --------------------- | --------------------------------- | -------- | ------ |
| 2012 | 21'                   | Best Album Pop Rock International | Laur     | [ 98 ] |
| 2012 | „Rolling in the Deep” | Music Award                       | Laur     | [ 98 ] |

### Teen Choice Awards
| Rok  | Tytułem                | Kategoria                  | Rezultat  | Źródło  |
| ---- | ---------------------- | -------------------------- | --------- | ------- |
| 2011 | Adele                  | Choice Music Female Artist | Nominacja | [ 99 ]  |
| 2011 | Adele                  | Choice Breakout Artist     | Nominacja | [ 99 ]  |
| 2011 | „Rolling in the Deep”  | Choice Break Up Song       | Nominacja | [ 99 ]  |
| 2012 | „Set Fire to the Rain” | Single By Female Artist    | Nominacja | [ 100 ] |
| 2012 | Adele                  | Choice Music Female Artist | Nominacja | [ 100 ] |

### UK Music Video Awards
| Rok  | Tytułem               | Kategoria                              | Rezultat  | Źródło  |
| ---- | --------------------- | -------------------------------------- | --------- | ------- |
| 2011 | „Rolling in the Deep” | Best Pop Video                         | Laur      | [ 101 ] |
| 2011 | „Rolling in the Deep” | Best Cinematography in a Video         | Laur      | [ 101 ] |
| 2011 | „Rolling in the Deep” | Best Art Direction & Design in a Video | Nominacja | [ 102 ] |

### Urban Music Awards
| Rok  | Tytułem | Kategoria          | Rezultat  | Źródło  |
| ---- | ------- | ------------------ | --------- | ------- |
| 2008 | Adele   | Best Jazz Act      | Laur      | [ 103 ] |
| 2008 | Adele   | Best Neo Soul Act  | Nominacja | [ 103 ] |
| 2011 | Adele   | Best Female Artist | Nominacja | [ 104 ] |
| 2011 | 21      | Best Album         | Nominacja | [ 104 ] |

### World Music Awards
| Rok  | Tytułem         | Kategoria                            | Rezultat  | Źródło  |
| ---- | --------------- | ------------------------------------ | --------- | ------- |
| 2012 | „Rumour Has It” | World’s Best Song                    | Nominacja | [ 105 ] |
| 2012 | 21              | World’s Best Album                   | Nominacja | [ 105 ] |
| 2012 | Adele           | World’s Best Female Artist           | Nominacja | [ 105 ] |
| 2012 | Adele           | World’s Best Entertainer of the Year | Nominacja | [ 105 ] |